# Bryophaenocladius
Bryophaenocladius is een muggengeslacht uit de familie van de Dansmuggen (Chironomidae).

## Soorten
- B. aestivus (Brundin, 1947)
- B. akiensis (Sasa, Shimomura & Matsuo, 1991)
- B. astis (Roback, 1957)
- B. brincki (Freeman, 1956)
- B. cuneiformis Armitage, 1987
- B. dentatus (Karl, 1937)
- B. digitatus Saether, 1973
- B. faegrii Schnell, 1991
- B. femineus (Edwards, 1929)
- B. filipes (Santos Abreu, 1918)
- B. flavoscutellatus (Malloch, 1915)
- B. flexidens (Brundin, 1947)
- B. fumosinus (Curran, 1930)
- B. furcatus (Kieffer, 1916)
- B. ictericus (Meigen, 1830)
- B. illimbatus (Edwards, 1929)
- B. impectinus Saether, 1976
- B. inconstans (Brundin, 1947)
- B. lacunarum (Goetghebuer, 1931)
- B. laticaudus Saether, 1973
- B. muscicola (Kieffer, 1906)
- B. nidorum (Edwards, 1929)
- B. nigrus Albu, 1974
- B. nitidicollis (Goetghebuer, 1913)
- B. novaesemliae (Kieffer, 1922)
- B. nudisquama Caspers & Reiss, 1987

- B. pectinatus Albu, 1974
- B. pleuralis (Malloch, 1915)
- B. propinquus (Brundin, 1947)
- B. psilacrus Saether, 1982
- B. saanae Tuiskunen, 1986
- B. scanicus (Brundin, 1947)
- B. sclerus Wang, Liu & Epler, 2004
- B. simus (Edwards, 1929)
- B. subparallelus (Malloch, 1915)
- B. subvernalis (Edwards, 1929)
- B. thaleri Willassen, 1996
- B. tirolensis (Goetghebuer, 1938)
- B. trigonus (Goetghebuer, 1950)
- B. tuberculatus (Edwards, 1929)
- B. vernalis (Goetghebuer, 1921)
- B. xanthogyne (Edwards, 1929)